# عمر فلیتاس
عمر فلیتاس (انگلیسی: Omar Fleitas؛ زادهٔ ۶ دسامبر ۱۹۹۱) بازیکن فوتبال اهل اسپانیا است.
از باشگاه‌هایی که در آن بازی کرده‌است می‌توان به باشگاه فوتبال فوئنلابرادا و باشگاه فوتبال لاس پالماس اشاره کرد.